# Kampfgemeinschaft der Arbeitersänger
Die Kampfgemeinschaft der Arbeitersänger (KdA) war ein Zusammenschluss von Arbeitergesangsvereinen. Im Gegensatz zum sozialdemokratisch dominierten Deutschen Arbeiter-Sängerbund (DAS) war die KdA kommunistisch geprägt.

## Allgemeines
Die KdA gründete sich 1931 als Abspaltung des DAS. Der Gründung waren mehrere kommunistische Abspaltungen des DAS vorausgegangen. Zu nennen seien beispielsweise der Sozialistische Arbeiter-Sängerbund und der Freie Arbeiter-Sänger-Bund. Die Abspaltungen waren einerseits mit dem tiefen Graben zwischen Kommunisten und Sozialdemokraten zu erklären, andererseits waren auch künstlerische Auseinandersetzung, vor allem um die Programmgestaltung, ein Grund für das Zerwürfnis. Der DAS reagierte 1930 mit einer Ausschlusswelle gegen aktive Kommunisten und setzte diese mit teils rabiaten Mitteln, wie Vernichtung des Notenmaterials und Entzug des Eigentums der besonders stark kommunistisch geprägten Gesangsvereine, durch. Nachdem das Zentralkomitee der KPD die früheren Abspaltungen vom DAS immer bekämpft und verurteilt hatte, erkannte es schließlich die Gründung der KdA und damit die Zementierung der Spaltung der Arbeiterbewegung auch in der Arbeitermusik an.
Die KdA unterschied sich fortan vom DAS durch ihre stärker nach außen gerichtete Arbeitsweise, der Zusammenarbeit mit Agitpropgruppen und der stärkeren Entwicklung eigener Musik, während der DAS weiterhin in den Traditionen der Arbeitergesangsvereine der Jahrhundertwende verharrte.
1933 wurde die KdA von den Nationalsozialisten sofort verboten und ihre Vereine in die Illegalität getrieben, während die meisten Gesangsvereine des DAS gleichgeschaltet und in die NS-Organisationen (zumindest formal) eingegliedert wurden.
Während ihrer Existenz zwischen 1931 und 1933 verfügte die KdA über eine Mitgliederzahl von etwa 4000. Dem standen die weit über 200.000 Mitglieder des DAS und beinahe zwei Millionen Mitglieder des bürgerlichen Deutschen Sängerbundes gegenüber.

## ZeitschriftKampfmusik
Die Zeitschrift der KdA hieß Kampfmusik. Sie erschien ab 1931 monatlich mit einer Auflage von durchschnittlich 6000 Exemplaren im Verlag für Arbeiterkultur Berlin. Sie hatte einen Umfang von acht oder zwölf Seiten. Der verantwortliche Redakteur war Ernst Hermann Meyer.

## Bedeutende Mitglieder
- Hanns Eisler
- Ernst Hermann Meyer, Redakteur der Zeitschrift Kampfmusik der kommunistischen Kampfgemeinschaft der Arbeitersänger.[2]